# Tomás Alejo Concepción
Tomás Alejo Concepción (ur. 15 czerwca 1963 w Santa Ana) – dominikański duchowny rzymskokatolicki, biskup diecezjalny San Juan de la Maguana od 2021.

## Życiorys

### Prezbiterat
Święcenia kapłańskie przyjął 7 sierpnia 1993 i został inkardynowany do diecezji La Vega. Był m.in. diecezjalnym dyrektorem Papieskich Dzieł Misyjnych, rektorem politechniki im. abp. Juana Antonio Flores Santany, kierownikiem kurialnego wydziału liturgicznego oraz wikariuszem ds. administracyjnych.

### Episkopat
7 listopada 2020 roku papież Franciszek mianował go biskupem diecezjalnym San Juan de la Maguana. Sakry biskupiej udzielił mu 16 stycznia 2021 arcybiskup Ghaleb Bader.